# EN394
A EN394 é uma estrada nacional que integra a rede nacional de estradas de Portugal. Ligaria Castro Verde (proximidades) a Martim Longo (EN124), contudo, esta estrada nunca foi construída e foi retirada do Plano Rodoviário Nacional.